# Контерман, Берт
Берт Контерман (нидерл. Bert Konterman; род. 14 января 1971, Раувен, Оверэйссел) — нидерландский футболист, защитник, известный по выступлениям за «Зволле», «Камбюр» и «Рейнджерс».

## Карьера
Контерман начинал карьеру в местном любительском клубе «Раувен». Профессиональную начал в 1989 году в «Зволле». Также играл в «Камбюре», «Виллеме II» и «Фейеноорде». В 2000 году перешёл из «Фейеноорда» в шотландский «Рейнджерс», которым руководил нидерландский специалист Дик Адвокат, за 4,5 миллиона £.
Под руководством Адвоката Контерман не мог дать впечатляющего эффекта. Однако, после того как новым главным тренером стал Алекс Маклиш, Берт часто использовался на позиции центрального опорного полузащитника. Он успешно играл на этой позиции. В Кубке Шотландии сезона 2001/02 забил победный гол с 30 ярдов в дополнительное время полуфинала против «Селтика». После трёх лет в «Рейнджерсе» и 6 матчей за сборную, Берт вернулся в Нидерланды, где в 2003 году подписал контракт с «Витессом»
Контерман является христианином. После завершения карьеры игрока занял должность генерального менеджера в клубе «Зволле». 1 июля 2012 года покинул эту должность.
С сезона 2013/14 являлся помощником главного тренера второй команды «Твенте».

## Статистика

### Матчи Контермана за сборную Нидерландов
| Матчи Контермана за сборную Нидерландов | Матчи Контермана за сборную Нидерландов | Матчи Контермана за сборную Нидерландов | Матчи Контермана за сборную Нидерландов | Матчи Контермана за сборную Нидерландов | Матчи Контермана за сборную Нидерландов |
| --------------------------------------- | --------------------------------------- | --------------------------------------- | --------------------------------------- | --------------------------------------- | --------------------------------------- |
| №                                       | Дата                                    | Соперник                                | Счёт                                    | Голы Контермана                         | Соревнование                            |
| 1                                       | 31 марта 1999                           | Аргентина                               | 1:1                                     | —                                       | Товарищеский матч                       |
| 2                                       | 28 апреля 1999                          | Марокко                                 | 1:2                                     | —                                       | Товарищеский матч                       |
| 3                                       | 5 июня 1999                             | Бразилия                                | 2:2                                     | —                                       | Товарищеский матч                       |
| 4                                       | 8 июня 1999                             | Бразилия                                | 1:3                                     | —                                       | Товарищеский матч                       |
| 5                                       | 4 сентября 1999                         | Бельгия                                 | 5:5                                     | —                                       | Товарищеский матч                       |
| 6                                       | 9 октября 1999                          | Бразилия                                | 2:2                                     | —                                       | Товарищеский матч                       |
| 7                                       | 29 марта 2000                           | Бельгия                                 | 2:2                                     | —                                       | Товарищеский матч                       |
| 8                                       | 26 апреля 2000                          | Шотландия                               | 0:0                                     | —                                       | Товарищеский матч                       |
| 9                                       | 27 мая 2000                             | Румыния                                 | 2:1                                     | —                                       | Товарищеский матч                       |
| 10                                      | 11 июня 2000                            | Чехия                                   | 1:0                                     | —                                       | Чемпионат Европы 2000                   |
| 11                                      | 16 июня 2000                            | Дания                                   | 3:0                                     | —                                       | Чемпионат Европы 2000                   |
| 12                                      | 2 сентября 2000                         | Ирландия                                | 2:2                                     | —                                       | Чемпионат мира 2002 (отбор)             |

Итого: 12 матчей / 0 голов; 3 победы, 7 ничьих, 2 поражения.

## Достижения
- Чемпион Шотландии: 2002/03
- Обладатель Кубка шотландской лиги — 2001/02, 2002/03